# Cyclodorippoidea
Die Cyclodorippoidea sind eine Überfamilie der Krebstiere aus der Teilordnung der Krabben (Brachyura) in der Ordnung der Zehnfußkrebse (Decapoda). Sie sind die einzige Überfamilie in der Sektion Cyclodorippoida.

## Merkmale
Cyclodorippoidea sind kleine, langbeinige Krabben, die vor allem im Tiefwasser leben. Der Rückenpanzer (Carapax) ist etwa so lang wie breit. Die Maxillipede 3 ist deckelförmig. Die beiden Endglieder (Dactylus und Propodus) der Schreitbeine sind annähernd rund. Das letzte oder die letzten beiden Schreitbeine sind kleiner als die ersten beiden. Ihr Dactylus trägt einen Haken, ist als Subchela ausgebildet, wird zurückgeschlagen über dem vorletzten Glied (Propodus) getragen und dient zum Tragen von Objekten wie Muschelschalen, Algenstücken, Kieselsteinen, Stöckchen oder Schwämmen. Die Geschlechtsöffnungen liegen bei beiden Geschlechtern coxal.

## Systematik
Zur Überfamilie gehören drei Familien:
- Cyclodorippidae (Ortmann, 1892)
- Cymonomidae (Bouvier, 1897)
- Phyllotymolinidae (Tavares, 1998)